# تحت كوكب القرود
تحت كوكب القرود (بالإنجليزية: Beneath the Planet of the Apes)‏ هو فيلم خيال علمي أمريكي من إخراج تيد بوست وتأليف باول ديهن وبطولة جيمس فرانسيسكوس، كيم هنتر، موريس إيفانز، ليندا هاريسون وبول ريتشاردز. صدر الفيلم في 26 مايو 1970.

## وصلات خارجية
- تحت كوكب القرود على موقع IMDb (الإنجليزية)
- تحت كوكب القرود على موقع ميتاكريتيك (الإنجليزية)
- تحت كوكب القرود على موقع روتن توميتوز (الإنجليزية)
- تحت كوكب القرود على موقع نتفليكس (الإنجليزية)
- تحت كوكب القرود على موقع قاعدة بيانات الأفلام العربية
- تحت كوكب القرود على موقع ألو سيني (الفرنسية)
- تحت كوكب القرود على موقع Turner Classic Movies (الإنجليزية)
- تحت كوكب القرود على موقع أول موفي (الإنجليزية)
- تحت كوكب القرود على موقع بوكس أوفيس موجو (الإنجليزية)
- تحت كوكب القرود على موقع فيلمافينيتي (الإسبانية)